# Spike (公司)
Spike是原日本电子游戏开发商与发行商，大部份职员源自Human Entertainment。Human的Fire Pro Wrestling系列属于Spike。公司在2012年4月1日和Chunsoft合并成为Spike Chunsoft。

## 子公司
Vaill是1999年10月建立的开发子公司，但最终合并回本公司。